# Яункемери
Яункемери (латыш. Jaunķemeri) — район в западной части города Юрмалы, на берегу Рижского залива между Каугурциемсом и Бигаунциемсом. Он отделен от района Кемери озером Слока и рекой Вецслоцене. Территория Яункемери находится в Кемерском национальном парке, через который ведет улица Колкас, которая является частью шоссе P128 Слока-Талси. 

## История

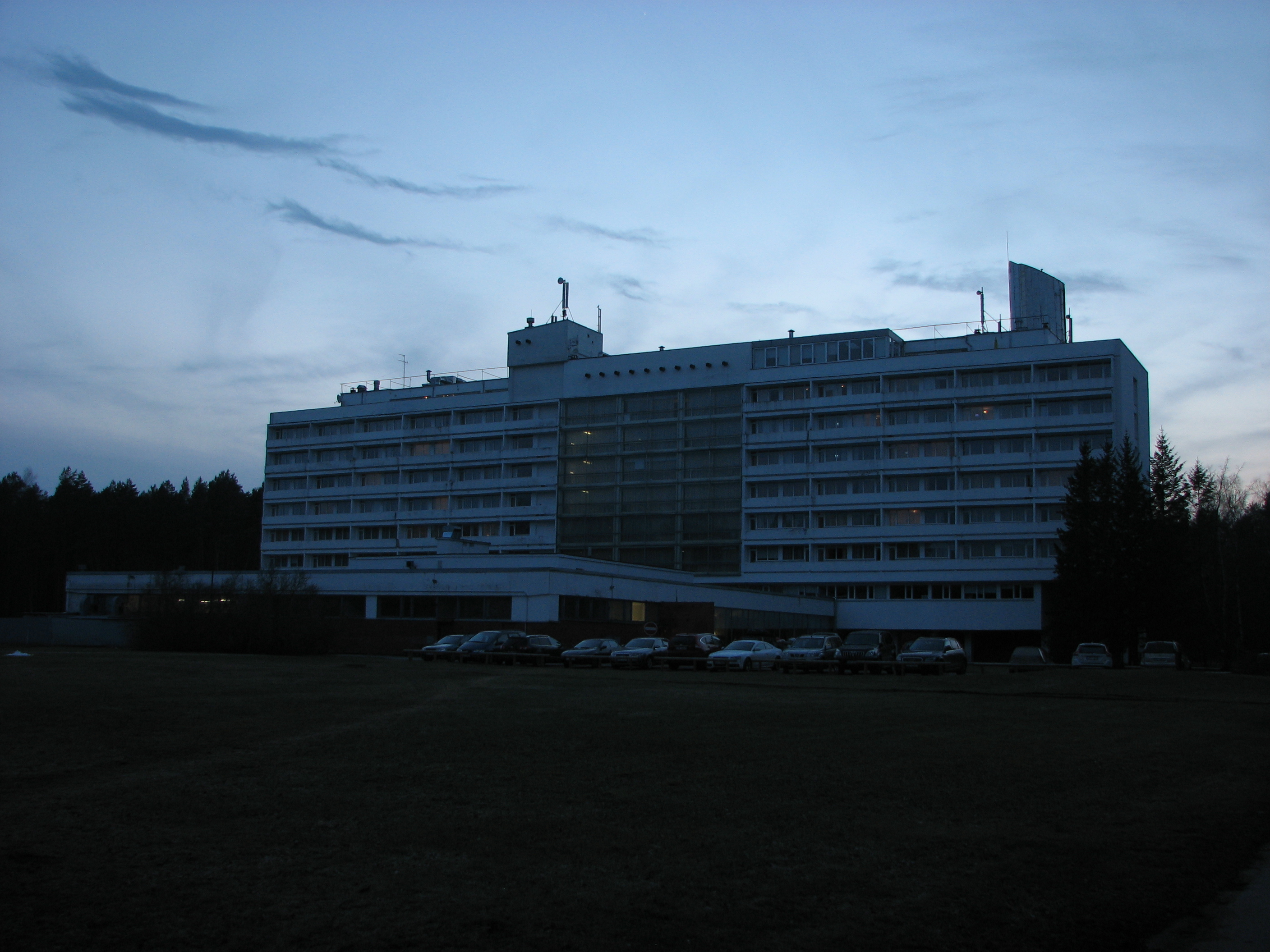
Санаторий «Яункемери»

До 1783 года нынешний Яункемери был частью Курземского герцогства, и уже со времен средневековья через него проходил торговый путь Рига-Курземе-Пруссия. В 1838 году был открыт курорт Кемери, a после того как в 1912 году от него до пляжа была проложена линия электрического трамвая, Слокская волость у моря выдала 150 новых участков земли в сухих, заросших старыми соснами дюнах; новое место назвали Jaun-Ķemeri (Neu-Kemmern). В 1914 году здесь было построено около 20 летних домиков, а на месте трамвая у моря был построен морской павильон. 
Когда Кемери в 1928 году были предоставлены права города, Яункемери был включен в его состав. В 1933 году в лесу у дороги из санатория «Кемери» в Яункемери был открыт комплекс спорта и отдыха, который впоследствии был преобразован в известный ресторан «Jautrais ods» («Весёлый комар»), исполнивший роль поместья Сток-Морон в советской экранизации «Шерлока Холмса». 

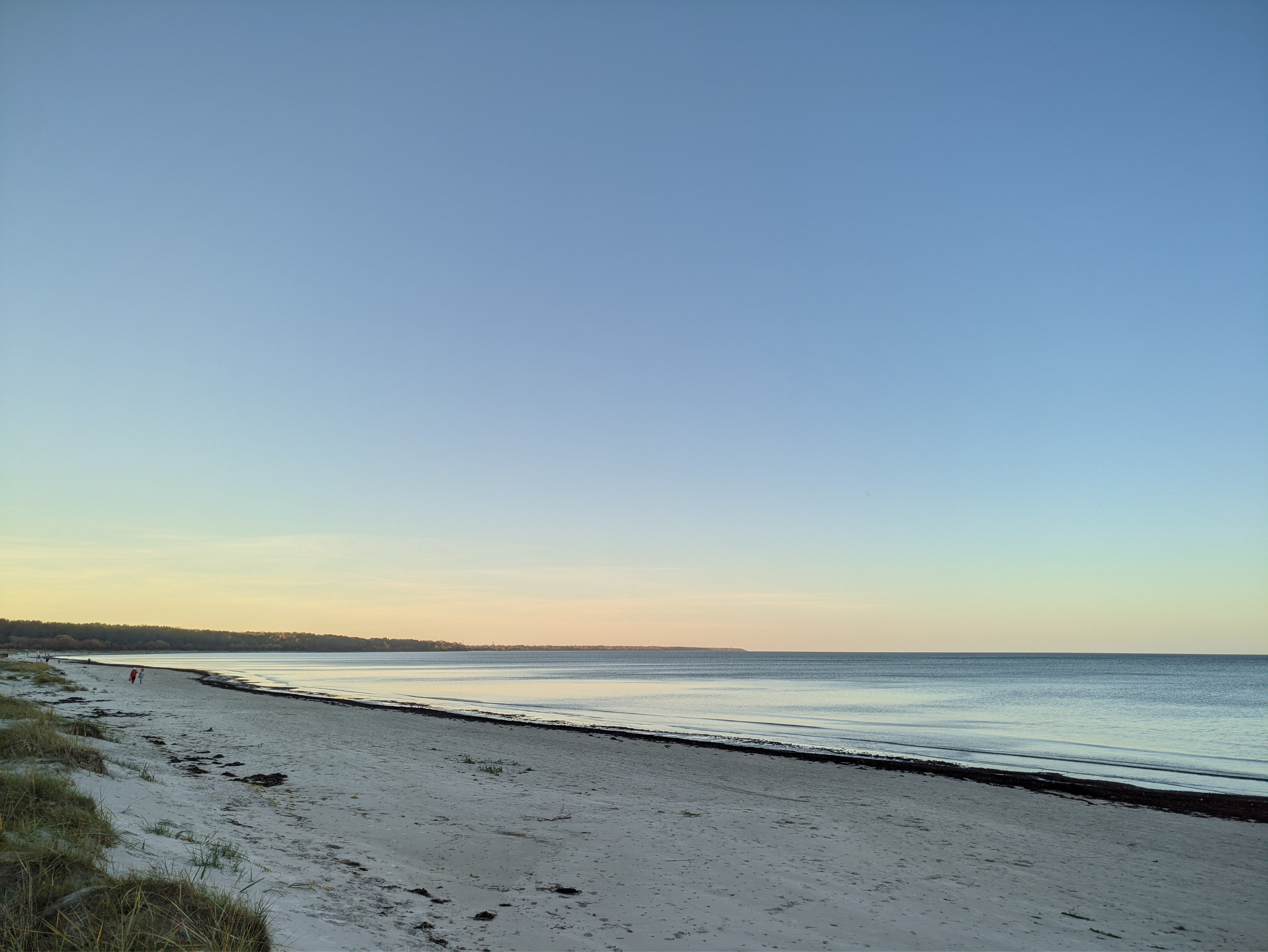
Пляж Яункемери

После Второй мировой войны в 1959 году Яункемери вместе с Кемери был включен в состав города Юрмалы. После 1967 года здесь были построены два больших санатория, специализирующихся на бальнеотерапии - «Яункемери» и «Янтарный берег» (латыш. Dzintarkrasts).

## Санатории
После восстановления независимости Латвии в Яункемери был создан курортно-реабилитационный центр «Яункемери» (латыш. Jaunķemeri).
Расположенный неподалёку санаторий «Jantarnij bereg» теперь принадлежит Канцелярии Президента Российской Федерации и является филиалом восстановительного комплекса BOR.

## Ссылки

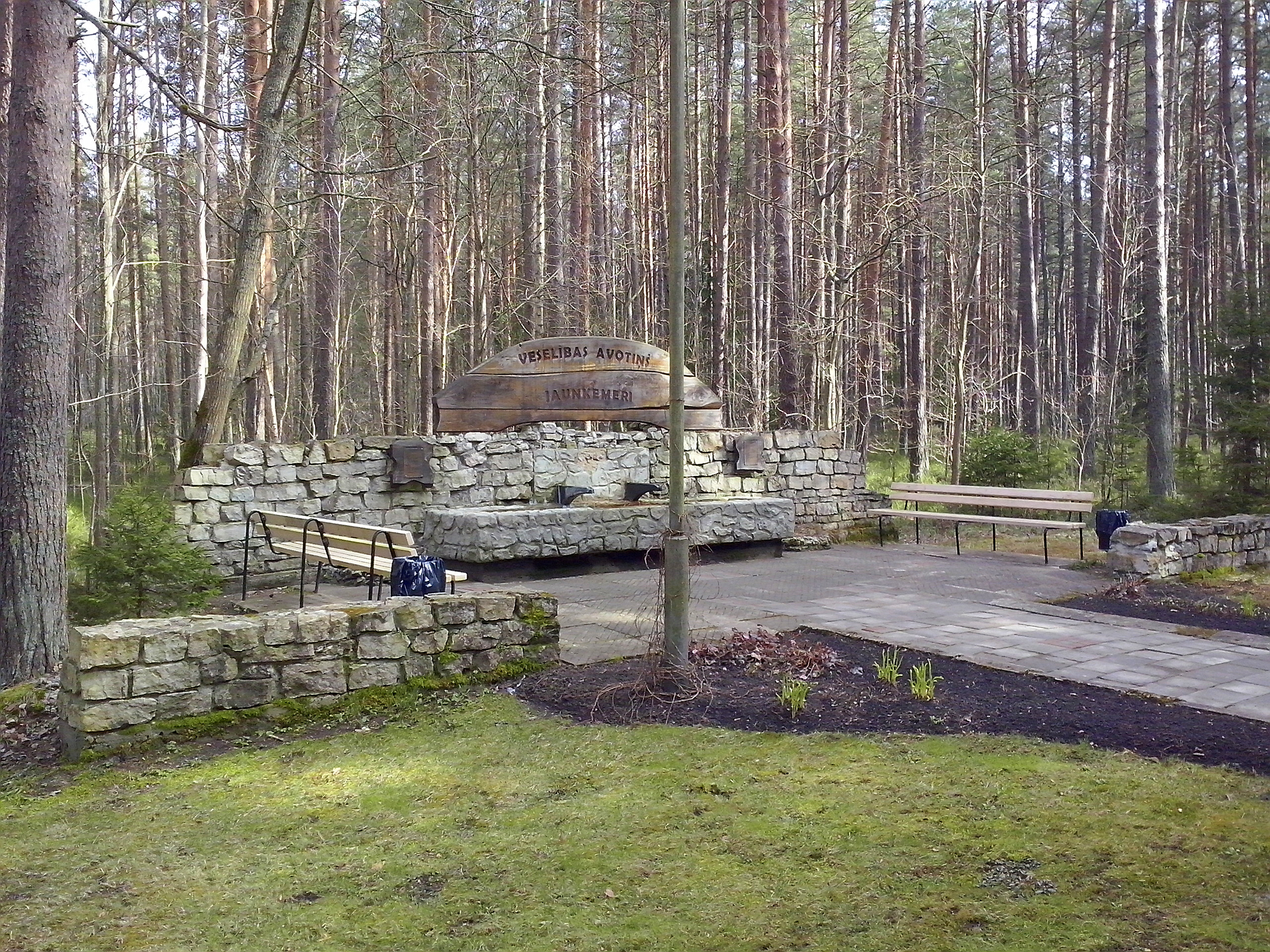
Родничок здоровья в Яункемери